# 7994 Bethellen
7994 Bethellen è un asteroide della fascia principale del diametro medio di circa 21,26 km. Scoperto nel 1983, presenta un'orbita caratterizzata da un semiasse maggiore pari a 3,0545542 UA e da un'eccentricità di 0,1095800, inclinata di 0,04395° rispetto all'eclittica.